# دوینا روبو
دوینا روبو (انگلیسی: Doina Robu؛ زادهٔ ۲۲ july ۱۹۶۷ (۵۷ سال)) ورزشکار روئینگ اهل رومانی است.
وی در مسابقات کشوری و بین‌المللی در مجموع برندهٔ ۲ مدال طلا، ۲ مدال نقره، ۱ مدال برنز شده‌است.